# اوسپالاتا
اوسپالاتا (به اسپانیایی: Uspallata) یک منطقهٔ مسکونی در آرژانتین است که در بخش لاس هراس واقع شده‌است. اوسپالاتا ۳٬۴۳۷ نفر جمعیت دارد و ۲٬۰۳۹ متر بالاتر از سطح دریا واقع شده‌است.